# Zavallea, Sneatîn
Zavallea (în ucraineană Завалля) este localitatea de reședință a comunei Zavallea din raionul Sneatîn, regiunea Ivano-Frankivsk, Ucraina.

## Demografie
Componența lingvistică a localității Zavallea
     Ucraineană (99,3%)
     Alte limbi (0,7%)
Conform recensământului din 2001, majoritatea populației localității Zavallea era vorbitoare de ucraineană (99,3%), existând în minoritate și vorbitori de alte limbi.